# Jan Asplund (ishockeyspelare)
Jan Asplund, född 4 augusti 1956, är en svensk före detta professionell ishockeyspelare (back).
Han har bl.a. spelat för Brynäs IF och Modo AIK under sin karriär, med Brynäs vann han dessutom 3 SM-guld.

## Meriter
- SM-guld med Brynäs IF
  - 1976
  - 1977
  - 1980